# NESMITH
NESMITH（1983年8月1日—），原名尼史密斯·龍太·卡里姆（ネスミス・竜太・カリム），日本歌手。EXILE及EXILE THE SECOND的主唱兼表演者。
熊本縣熊本市出身。身高181cm。

## 來歷
是混血兒，父親是非裔美國人，而母親是日本人。因為出生和成長都在日本，所以幾乎不會說英語。為了專注音樂發展而從高中中途退學。2000年當時是中學2年級生的他參加了東京電視的『ASAYAN』的選秀會。雖然在最後一關落選，但因為這個節目而認識了ATSUSHI。
2001年6月與柏原收史組成二人組合「STEEL」出道。其後一共發行了4張單曲與1張專輯，但之後2002年10月就停止活動。NESMITH回顧當時，說「(當時)完全失去了目標」。
此後隨著時間過去，對於自己的現狀的感到困惑和焦躁。決心想「就這樣下去可不行」，於是到美國半年於洛杉磯與紐約學習語言。回國後在決明子的專輯「決明子4」的第七首歌「NO LADY,NO LIFE」參與合音，及擔任時裝模特兒等。
2005年9月，經熟人介紹下移籍到事務所LDH。
2006年4月12日以"NESMITH"名義發行單曲「追伸」個人出道。同年5月至7月參加「武者修行」巡迴演出。及後9月22日以種子參賽者參加了「EXILE VOCAL BATTLE AUDITION 2006 ～ASIAN DREAM～」的最後決選，可惜敗退。
2007年1月25日，成為新生(二代目)「J Soul Brothers」的主唱並開始活動。
2009年3月1日加入放浪兄弟。
2012年7月1日開始成為「THE SECOND from EXILE」的成員並與EXILE成員身份並行活動。同年11月、有份參與寫真展「Xシリーズで綴る写真展『写真すること』」。

## 人物
- 父親是非裔美國人。母親是日本人。
- 妹妹為模特兒Aretha·Nesmith[4][5]。
- 因為出生和成長都在日本，所以幾乎不會說英語。
- 拿手的技能是游泳，尤其是蛙泳(胸泳)。
- 喜好家電產品。
- AKB48的愛好者。曾是是AKB48成員中的前田敦子(當時的成員)及大島優子的愛好者的[6]，2011年8月14日播映的『EXILE魂』，被發現了改為支持宮澤佐江。
- 成員會以以「ネス」或「ねっさん」來稱呼他。

## 参加團體
- STEEL（2001年 - 2002年）
- J Soul Brothers（2007年1月25日 - 2009年3月1日）
- EXILE（2009年3月1日 - ）
- EXILE THE SECOND（2012年7月1日 - ）
- DANCE EARTH PARTY（2013年）

## 作品

### 單曲
1. 追伸（2006年4月12日）

### 作詞
| 發行日期      | 歌曲名稱                       | 收錄作品                             |
| ------------- | ------------------------------ | ------------------------------------ |
| 2009年1月7日  | My Place                       | J Soul Brothers『My Place』          |
| 2014年2月5日  | Dear...                        | THE SECOND from EXILE『THE II AGE』  |
| 2016年6月15日 | ASOBO! feat. Far East Movement | V.A.『HiGH&LOW ORIGINAL BEST ALBUM』 |
| 2017年3月1日  | Beautiful Angel                | EXILE THE SECOND『BORN TO BE WILD』  |
| 2022年1月1日  | Freedom                        | EXILE『PHOENIX』                     |

### 参加作品
- 最後の夜 / I'll Be There（2000年12月15日）
  - 以「ASAYAN超男子。堂珍・ネスミス」名義
- 最後の夜 / Stand By Me（2000年12月15日）
  - 以「ASAYAN超男子。ネスミス・藤岡」名義
- 決明破力士4（2005年6月29日）
  - 決明子、4th專輯。M-7「No Lady No Life」参加和聲部份。
- ASIA（2006年3月29日）
  - EXILE、4th專輯。M-16 「Love Dream & Happiness / EXILES」
- DJ SHIBUCHIN presents…SHIBUCHIN SUMMIT (2006年7月26日)
  - DJ SHIBUCHIN、1st 專輯。M-8「BATCH GOO LADY feat. SKILLAW & MIYABI & ネスミス」
- Lovers Again（2007年1月17日）
  - EXILE、22nd單曲。M-5「Lovers Again -The Finalist Version-」 ※初回限定附加曲
- ソングソルジャー 〜明日の戦士〜（2007年3月7日）
  - 「Dreamers 〜EXILE VOCAL BATTLE AUDITION FINALIST〜」名義

## 出演
與EXILE相關的演出請參考EXILE#演出

### 電視節目
- ASAYAN（東京電視台、2000年）
- EX-LOUNGE（日语：EX-LOUNGE）（TBS電視、2012年11月 - 2013年3月）
- NES-FES. (熊本電視台、2019年4月起)[7]

### 電影
- ホテル・ハイビスカス（2003年） 飾演 ケンジにぃにぃ

### 舞台
- 劇団EXILE  第四回公演「DANCE EARTH〜願い〜」（2010年5月）  飾演 ジョシュ
- DANCE EARTH ～生命の鼓動～（2013年2月）飾演 ワダマサ
- 百老匯音樂劇『小飛俠』(2019年7月～8月)飾演鐵鈎船長虎克(フック船長)/達林先生(ダーリング)

### 廣播
- EXILE NESMITH的All Night Nippon（日本放送，(2012年1月 - 2013年3月)

### 演唱會
- VBA LIVE TOUR 2012 VOCAL BATTLE STAGE
  - 2012年2月29日・3月1日 大阪・Zepp Osaka
  - 2012年3月6日・7日 東京・SHIBUYA-AX
- VOCAL BATTLE STAGE 2014[8]
  - 2014年4月24日・25日 東京・日本武道館

### CM
- 第一興商「SmartDAM」（2013年）
  - 當中擔任了2014年2月份的DAM頻道月替MC[9]。

## 書籍
- エグザムライ戦国G（2011年 - 2013年、企劃・原案）

### 連載雜誌
- with (2015年3月號 - 講談社）不定期連載[10]。

## 備註
1. ↑  . asayan公式サイト. 2000-09-17  [2014-02-21]. （原始内容存档于2013-01-15）.
2. ↑  『月刊EXILE』2012年12月号 P143より
3. ↑  . 富士フイルム フォトサロン. 2012-11-09  [2014-02-21]. （原始内容存档于2014-01-19）.
4. ↑  2012年6月27日播映的「スッキリ!!」
5. ↑  .   [2023-07-24]. （原始内容存档于2023-07-24） （日语）.
6. ↑  2010年1月1日播映的『CDTV特別篇！除夕實況演唱2009→2010]]』
7. ↑  . www.ldh.co.jp.   [2023-07-25]. （原始内容存档于2023-07-25）.
8. ↑  . EXILE TRIBE PERFECT YEAR 2014オフィシャルサイト. LDH. 2014-02-10  [2014-03-07]. （原始内容存档于2015-02-11）.
9. ↑   (新闻稿). 第一興商. 2014-01-07  [2014-02-04]. （原始内容存档于2014-03-10） （日语）.
10. ↑  . モデルプレス. 2015-01-28  [2015-09-30]. （原始内容存档于2015-10-04）.

## 外部連結
- （日語）NESMITH｜PROFILE｜EXILE Official Website（页面存档备份，存于）
- （日語）EXILE NESMITH的X（前Twitter）
- （日語）EXILE NESMITH的Instagram帳戶

過去
- （日語）官方網站（页面存档备份，存于）